# 2010年國際足協世界盃外圍賽 (洲際附加賽)
2010年國際足協世界盃外圍賽中會有兩隊需要參加跨洲份的附加賽才能晉級到最後的決賽週。賽事分別由：
- 2010年國際足協世界盃外圍賽 (亞洲區)第五圈第五名 對 2008年大洋洲國家盃冠軍
- 2010年國際足協世界盃外圍賽 (中北美洲及加勒比海區)第四名 對 2010年國際足協世界盃外圍賽 (南美洲區)第五名

首次回合之次序於2009年6月2日在巴哈馬拿騷的國際足協會議上進行抽籤。

## 2010年世界盃外圍賽 (亞洲區)第五圈第五名 對 2008年大洋洲國家盃冠軍
| 2009年10月10日 18:30 UTC+3 |

| 巴林 | 0 – 0 | 新西兰 |
| ---- | ----- | ------ |
|      | 報告  |        |

| 巴林國際足球場, 里花 觀眾人數：37,000 ：卡沙 (匈牙利) |

| 2009年11月14日 20:00 UTC+13 |

| 新西兰 | 1 – 0 | 巴林 |
| ------ | ----- | ---- |
| 45'    | 報告  |      |

| 西柏球場, 威靈頓 觀眾人數：35,194 ：拿利安達 (烏拉圭) |

紐西蘭以總比數1-0晉級2010年南非世界盃。

## 2010年世界盃外圍賽 (中北美洲及加勒比海區)第四名 對 2010年世界盃外圍賽 (南美洲區)第五名
| 2009年11月14日 20:00 UTC-6 |

|  | 0 – 1 | 乌拉圭 |
|  | ----- | ------ |
|  | 報告  | 23'    |

| 艾亞馬球場, 聖何塞 觀眾人數：22,000 ：馬蘭高 (西班牙) |

| 2009年11月18日 21:00 UTC-2 |

| 乌拉圭 | 1 - 1 |            |
| ------ | ----- | ---------- |
| 70'    | 報告  | 辛天奴 74' |

| 辛頓拿里奧球場, 蒙特維多 觀眾人數：55,000 ：布沙卡 (瑞士) |

烏拉圭以總比數2-1晉級2010年南非世界盃。